# Thelotrema ahtii
Thelotrema ahtii är en lavart som beskrevs av Sipman 1994. Thelotrema ahtii ingår i släktet Thelotrema och familjen Thelotremataceae.   Inga underarter finns listade i Catalogue of Life.